# إينون (أوهايو)
إينون (بالإنجليزية: Enon, Ohio)‏ هي منطقة سكنية تقع في الولايات المتحدة في مقاطعة كلارك، أوهايو. يقدر عدد سكانها بـ 2,415 نسمة ومساحتها 3.32 كم2 وترتفع عن سطح البحر 274 متر.

## التركيبة السكانية
قام مكتب تعداد الولايات المتحدة بتحديد بيانات التركيبة السكانية لإينون في تعداد الولايات المتحدة. في ما يلي، التركيبة السكانية حسب تعدادي 2000 و2010.

### تعداد عام 2000
بلغ عدد سكان اينيس 840 نسمة بحسب تعداد عام 2000، وبلغ عدد الأسر 367 أسرة وعدد العائلات 219 عائلة مقيمة في البلدة. في حين سجلت الكثافة السكانية 1,240.2 نسمة لكل ميل مربع (478.8/كم2). وبلغ عدد الوحدات السكنية 434 وحدة بمتوسط كثافة قدره 640.8 نسمة لكل ميل مربع (247.4/كم2).
وتوزع التركيب العرقي للبلدة بنسبة 97.98% من البيض و 1.55% من عرقين مختلطين أو أكثر.
بلغ عدد الأسر 367 أسرة كانت نسبة 27.2% منها لديها أطفال تحت سن الثامنة عشر تعيش معهم، وبلغت نسبة الأزواج القاطنين مع بعضهم البعض 46.9% من أصل المجموع الكلي للأسر، ونسبة 9.5% من الأسر كان لديها معيلات من الإناث دون وجود شريك، وكانت نسبة 40.1% من غير العائلات. تألفت نسبة 36.0% من أصل جميع الأسر من أفراد ونسبة 11.2% كانوا يعيش معهم شخص وحيد يبلغ من العمر 65 عاماً فما فوق. وبلغ متوسط حجم الأسرة المعيشية 2.87، أما متوسط حجم العائلات فبلغ 2.20.
بلغ العمر الوسطي للسكان 43 عاماً. وكانت نسبة 24.3% من القاطنين تحت سن الثامنة عشر، وكانت نسبة 5.7% بين الثامنة عشر والأربعة وعشرون عاماً، ونسبة 23.0% كانت واقعةً في الفئة العمرية ما بين الخامسة والعشرون حتى والأربعة وأربعون عاماً، ونسبة 26.3% كانت ما بين الخامسة والأربعون حتى الرابعة والستون، ونسبة 20.7% كانت ضمن فئة الخامسة والستون عاماً فما فوق. يوجد لكل 100 أنثى 90.9 ذكر، ويوجد لكل 100 أنثى في الثامنة عشر من عمرها فما فوق 94.5 ذكر.
بلغ متوسط دخل الأسرة في البلدة 30,735 دولار، أما متوسط دخل العائلة فبلغ 38,542 دولار. وكان متوسط دخل الذكور 30,956 دولار مقابل 16,875 دولار للإناث. وسجل دخل الفرد الخاص بالبلدة 17,310 دولار. وكانت نسبة 7.7% من العائلات ونسبة 11.9% من السكان تحت خط الفقر، وكان من هؤلاء نسبة 10.9% تحت سن الثامنة عشر ونسبة 11.7% في الخامسة والستين من العمر وما فوق.

### تعداد عام 2010
بلغ عدد سكان إينون 2,415 نسمة بحسب تعداد عام 2010، وبلغ عدد الأسر 1,069 أسرة وعدد العائلات 732 عائلة مقيمة في القرية. في حين سجلت الكثافة السكانية 1,886.7 نسمة لكل ميل مربع (728.5/كم2). وبلغ عدد الوحدات السكنية 1,120 وحدة بمتوسط كثافة قدره 875.0 لكل ميل مربع (337.8/كم2).
وتوزع التركيب العرقي للقرية بنسبة 96.6% من البيض و 0.3% من الأمريكيين الأصليين و 1.3% من الأمريكيين ذوي الأصول الآسيوية و 0.4% من الأمريكيين الأفارقة و 0.9% من عرقين مختلطين أو أكثر.
بلغ عدد الأسر 1,069 أسرة كانت نسبة 24.2% منها لديها أطفال تحت سن الثامنة عشر تعيش معهم، وبلغت نسبة الأزواج القاطنين مع بعضهم البعض 55.2% من أصل المجموع الكلي للأسر، ونسبة 10.0% من الأسر كان لديها معيلات من الإناث دون وجود شريك، بينما كانت نسبة 3.3% من الأسر لديها معيلون من الذكور دون وجود شريكة وكانت نسبة 31.5% من غير العائلات. تألفت نسبة 26.8% من أصل جميع الأسر من أفراد ونسبة 10.7% كانوا يعيش معهم شخص وحيد يبلغ من العمر 65 عاماً فما فوق. وبلغ متوسط حجم الأسرة المعيشية 2.71، أما متوسط حجم العائلات فبلغ 2.26.
بلغ العمر الوسطي للسكان 48.1 عاماً. وكانت نسبة 19.1% من القاطنين تحت سن الثامنة عشر، وكانت نسبة 6.4% بين الثامنة عشر والأربعة وعشرون عاماً، ونسبة 18.8% كانت واقعةً في الفئة العمرية ما بين الخامسة والعشرون حتى والأربعة وأربعون عاماً، ونسبة 34.8% كانت ما بين الخامسة والأربعون حتى الرابعة والستون، ونسبة 20.8% كانت ضمن فئة الخامسة والستون عاماً فما فوق. وتوزع التركيب الجنسي للسكان بنسبة 48.7% ذكور و51.3% إناث.